# Niels Arden Oplev
Niels Arden Oplev (* 26. März 1961) ist ein dänischer Filmregisseur und Drehbuchautor.

## Leben
Niels Arden Oplev stammt aus dem Himmerland, welchem er auch den Dokumentarfilm Hugo fra Himmerland widmete. Im Jahre 1987 absolvierte er die Dänische Filmschule.
2007 wurde er für den Film Der Traum mit dem Robert in der Kategorie Bestes Originaldrehbuch ausgezeichnet. Zudem erhielt er in der Kategorie Beste Regie eine weitere Auszeichnung.
Seinen internationalen Durchbruch erlangte er mit dem Krimi Verblendung, der Verfilmung des ersten Bandes der Millennium-Trilogie des schwedischen Autors Stieg Larsson. Bei den British Academy Film Awards 2011 wurde Verblendung als Bester nicht-englischsprachiger Film ausgezeichnet.
Mit dem Streifen Dead Man Down feierte er im März 2013 sein Hollywood-Debüt.

## Filmografie (Auswahl)
- 1996: Portland
- 2001: Fukssvansen
- 2004–2006: Der Adler – Die Spur des Verbrechens (Ørnen: En krimi-odyssé, Fernsehserie)
- 2006: Der Traum (Drømmen)
- 2008: Worlds Apart (To Verdener)
- 2009: Verblendung (Män som hatar kvinnor)
- 2013: Dead Man Down
- 2014: Speed Walking (Kapgang)
- 2015: Mr. Robot (Fernsehserie, Folge 1x01)
- 2017: Midnight, Texas (Fernsehserie, Folge 1x01)
- 2017: Flatliners
- 2019: Ser du månen, Daniel
- 2022: Vikings: Valhalla (Fernsehserie, Folge 1x01)
- 2022: Rose – Eine unvergessliche Reise nach Paris